# Llengües rufiji–ruvuma
Les llengües rufiji-ruvuma són un grup de llengües bantus identificades com a grup filogenètic per Gloria Waite (1979) i subsegüentment confirmat per altres investigadors: N10 (excepte el manda), P10 (el ngindo es reclassificà dins de N10), P20.
Les llengües del grup dins juntament amb el seu codificiació dins de la classificació de Guthrie de les llengües bantus són:
Ruvuma (P20):
- Yao-Mwera
- Makonde: Makonde-Machinga, Mabiha

Mbinga
- Ruhuhu (N10): Matengo, Mpoto
- Matandu (P10): Matumbi, Ndengereko (Rufiji)
- Lwegu: Ngindo (P10), Ndendeule (Ndwewe) (N10)

Songea (N10): Ngoni
Entre les llengües considerades per Guthrie el ndonde-mawanda mancava de classificació específica i va ser classificat com a P20 (ja que suposadament era proper al mwera); nindi (N10, suposadament proper al ndendeule); i el tonga de Malawi (N10).
Nurse reclassifica el manda dins del grup bena-kinga, encara que Ehret el manté com Guthrie.

## Comparació lèxica
Els numerals en diferents llengües rufiji-ruvuma són:
| GLOSA | Yao         | Makonde   | Matumba       | Matengo      | Ndengereko | Ndenduele | Ngoni   | PROTO- RUFIJI-RUVUMA |
| ----- | ----------- | --------- | ------------- | ------------ | ---------- | --------- | ------- | -------------------- |
| '1'   | yimo        | íːmo      | imoᵑga        | ʤíːmu        | yimo       | -mo       | -ˈiːmu  | *ji-mo               |
| '2'   | sivili      | mbíːli    | siʋɨlɪ        | íbeːli       | íbeːle     | -bele     | -ˈveːna | *-βeli               |
| '3'   | sitatu      | nnáːtu    | sidatu        | itâːtu       | ítaːtu     | -tatu     | -ˈtaːtu | *-taːtu              |
| '4'   | nʧeʧe       | nʧeːʃɛ    | nʧeʧe         | ńsɛːsi       | íne        | nʧeʧe     | nˈʧɛːʧɛ | *-nʧeʧe              |
| '5'   | nsaːno      | mwáːnu    | muhanʊ        | ŋ́haːnu       | ítaːno     | -nhanu    | ˈŋaːnu  | *-cʰaːno             |
| '6'   | 5+1         | 5+1       | 5+1           | 5+1          | (síta)     | 5+1       | 5+1     | *5+1                 |
| '7'   | 5+2         | 5+2       | 5+2           | 5+2          | (sába)     | 5+2       | 5+2     | *5+2                 |
| '8'   | 5+3         | 5+3       | 5+3           | 5+3          | ínaːne     | 5+3       | 5+3     | *5+3 / -naːne        |
| '9'   | 5+4         | 5+4       | 5+4           | 5+4          | (-tísa)    | 5+4       | 5+4     | *5+4                 |
| '10'  | likúmí límo | (li)kúːmi | likumi imoᵑga | likomi líːmu | kʊmi       | komi      | ˈkoːmi  | *-kuːmi              |
Els termes entre parèntesis són préstecs lèxics d'origen àrab que foren presos a través del suahili.